# Orvar Bergmark
Ernst Orvar Bergmark, dit Orvar Bergmark (né le 16 novembre 1930 à Bureå, décédé le 10 mai 2004 à Örebro), était un footballeur suédois.

## Biographie

### Sélection nationale
Il était défenseur dans l'équipe de Suède qui a atteint la finale de la coupe du monde 1958 perdue chez elle face au Brésil de Pelé (2-5).
Bergmark reste l'un des joueurs suédois les plus capés de l'histoire avec 94 sélections entre 1951 et 1965. 

### Club
Il a joué deux ans dans le championnat d'Italie à l'AS Rome.

## Carrière

### Joueur
- 1948-1954 :  Örebro SK
- 1955 :  AIK Fotboll
- 1956-1962 :  Örebro SK
- 1962-1964 :  AS Rome
- 1964-1965 :  Örebro SK

### Entraîneur
- 1958-1961 :  Örebro SK
- 1966-1970 :  Suède
- 1971-1973 :  Örebro SK
- 1974-1975 :  Fjugesta IF
- 1978 :  Örebro SK